# 朱偕汸
韓世子朱偕汸（《明實錄》作朱偕淓）（1455年前—1469年前），明朝第四代韓王——韓惠王朱徵釙的長子。他於何年封韓世子已不可考，並只在《明實錄》及《石匱書》記載。
後來其弟韓悼王朱偕㳘於成化五年（1469年）進襲韓王，可知他在那時已經去世，諡號不詳。